# Грунский, Карл
Карл Грунский (нем. Karl Wilhelm Siegfried Grunsky; 5 марта 1871, Шорндорф — 2 августа 1943, Файинген, ныне в составе Штутгарта) — немецкий музыкальный критик и музыковед
. Отец нацистского философа Ханса Грунского.

## Биография
Получив в университете степень доктора философии, первоначально работал в Штутгарте как литературный критик. Однако страсть к музыке победила, и в начале XX века Грунский начал печататься как музыкальный критик (в частности, в газете Signale für die musikalische Welt), отдавая предпочтение музыке Франца Листа, Рихарда Вагнера, Антона Брукнера, Хуго Вольфа. В 1907 г. опубликовал монографию «Музыкальная эстетика» (нем. Musikästhetik;1907), затем три тома «Музыкальной истории» за XVII—XIX века, книги «Рихард Вагнер и евреи» (нем. Richard Wagner und die Juden; 1920) и «Христианский идеал в музыке» (нем. Das Christusideal in der Tonkunst; 1920). Творчеству Брукнера Грунский посвятил три книги, причём если в первой (1908) творчество Брукнера трактовалось просто как продолжение открытий Вагнера, то во второй (1922) Грунский в большей степени сосредоточивался на его отличительных чертах, а в третьей, «Вопросы понимания Брукнера» (нем. Fragen der Bruckner-Auffassung; 1936), поставил представление о немецкой музыке как эволюции от Бетховена к Вагнеру и Брукнеру на службу национал-социалистической идеологии. Откровенно идеологический характер носили две книги Грунского, изданные в 1933 году: «Борьба за немецкую музыку» (нем. Der Kampf um deutsche Musik) и «Почему Гитлер?» (нем. Warum Hitler? Eine Antwort nach seinem Kampfbuch). Грунскому принадлежат также транскрипции всех симфоний Брукнера для двух фортепиано.